# Stein-Centrum
Stein-Centrum is een wijk in de plaats Stein in de Nederlandse provincie Limburg. Samen met Kerensheide, Oud-Stein en Nieuwdorp vormt het de plaats Stein. In Stein-Centrum stond een flat, De Stevel, die een van de hoogste van de regio was. Deze flat is inmiddels afgebroken voor de nieuwbouw van het winkelcentrum. Tot de grote brand op donderdag 29 oktober 2009 bevond zich in Stein-Centrum een winkelcentrum. Na de brand werd op een tijdelijke locatie in Stein-Centrum een noodwinkelcentrum ingericht, dat daarmee het grootste noodwinkelcentrum van Europa was. Medio Augustus 2016 werd de eerste fase van het nieuwe winkelcentrum opgeleverd en werd het noodcomplex gedemonteerd.